# Superfície de Riemann

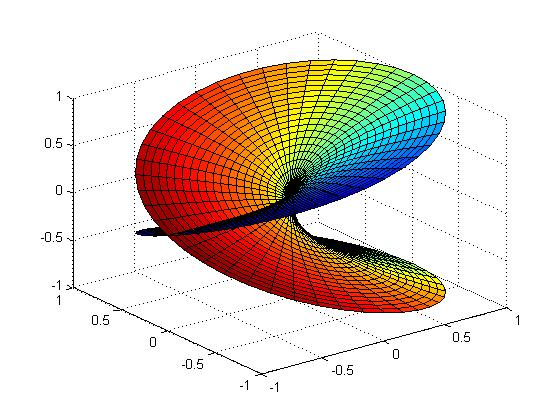
Superfície de Riemann per a la funció f(z) = sqrt(z)

En matemàtiques i particularment en anàlisi complexa, una superfície de Riemann (anomenada així en honor de Georg Friedrich Bernhard Riemann) és una varietat complexa d'una dimensió. Les superfícies de Riemann es poden imaginar com a "versions deformades" d'un pla complex: localment poden semblar unes 'peces' (o conjunts oberts) del pla complex, però la topologia global pot ser força diferent. Per exemple, poden ser homeomorfes a una esfera, a un torus o a un parell de fulls enganxats.
La qüestió principal sobre les superfícies de Riemann és que es poden definir les funcions holomorfes entre elles. Avui en dia les superfícies de Riemann són considerades el context natural per a estudiar el comportament global d'aquestes funcions, especialment les funcions multívoques com la funció arrel quadrada o el logaritme natural.
Cada superfície de Riemann és una varietat analítica real de dues dimensions, però també té una estructura complexa, necessària per a una definició no ambivalent de les funcions holomorfes. Una varietat real de dues dimensions pot ser transformada en una superfície de Riemann (generalment de moltes maneres no equivalents) si i només si és orientable.
Així l'esfera i el torus admeten una estructura complexa, però no la banda de Möbius, l'ampolla de Klein o el pla projectiu.
Els fets geomètrics a propòsit de les superfícies de Riemann són els millors possibles, i forneixen la intuïció i la motivació per a la generalització a altres corbes o varietats. El teorema de Riemann-Roch és un exemple important d'aquesta influència.

## Definició formal
Sigui X un espai de Hausdorff. Un homeomorfisme d'un subconjunt obert U⊂X a un subconjunt de C s'anomena carta. Dues cartes f i g de les quals els dominis s'intersequen es diuen compatibles si les aplicacions {\displaystyle f\circ g^{-1}} i {\displaystyle g\circ f^{-1}} són holomorfes sobre els seus dominis.
Si A és una col·lecció de cartes compatibles e cada {\displaystyle x\in X} és en el domini d'una f de A, llavors es diu que A és un atles. El parell (X, A) s'anomena també superfície de Riemann.
Diversos atles poden generar la mateixa estructura de superfície de Riemann sobre X. Per a evitar aquesta ambivalència, es demana que l'atlas sigui 'maximal', és a dir, que no sigui contingut en cap altre atles. Cada atles A és contingut en un únic atles maximal gràcies al Lema de Zorn.

## Exemples
- El pla complex amb l'aplicació identitat f(z) = z.
- Anàlogament cada subconjunt obert del pla complex o d'una superfície de Riemann.
- Sigui S = C ∪ {∞} i f(z) = z si z ∈ S \ {∞}, g(z) = 1 / z si z ∈ S \ {0}, i 1/∞ és definit 0. Llavors f i g són cartes compatibles i { f, g } és un atles per a S, així doncs S és una superfície de Riemann. Aquesta superfície s'anomena esfera de Riemann i pot ser interpretada com l'embolcall del pla al voltant de l'esfera. Al contrari del pla, es tracta d'un espai compacte.

- La teoria de les superfícies compactes de Riemann pot ser considerada com a equivalent a la teoria de les corbes algebraiques sobre el pla complex i no singular.

- Uns exemples de superfícies de Riemann no compactes s'originen mitjançant continuació analítica maximal.

## Propietats
Una funció f : M → N entre dues superfícies de Riemann s'anomena holomorfa si per a cada carta g en l'atles de M i per a cada carta h en l'atles de N l'aplicació {\displaystyle h\circ f\circ g^{-1}} és holomorfa on és definida. La composició de dues funcions holomorfes és holomorfa. Les dues superfícies de Riemann M i N s'anomenen conformement equivalents si existeix una aplicació holomorfa bijectiva de M a N (aquest fet implica que la inversa és també holomorfa). Dues superfícies de Riemann conformement equivalents són de fet la mateixa superfície.
Cada superfície de Riemann simplement connexa és conformement equivalent a una de les superfícies a continuació:
- C, el pla complex
- C ∪ {∞} l'esfera de Riemann
- {z ∈ C : |z| < 1} el disc unitat obert.

Aquest enunciat és conegut com el Teorema d'uniformització de Riemann.
Cada superfície de Riemann connexa pot ser transformada en una varietat Riemanniana real de dimensió 2 amb curvatura constant
- -1 : es diu una superfície hiperbòlica
- 0 : es diu una superfície parabòlica
- +1: es diu una superfície el·líptica.

L'estructura Riemanniana és única a menys de multiplicació per una constant real.

### Exemples de superfícies hiperbòliques
- El disc unitat obert amb la mètrica de Poincaré
- Cada superfície de gènere g>1.

### Exemples de superfícies parabòliques
- C
- El torus de 2 dimensions reals

### Exemples de superfícies el·líptiques
- L'esfera de Riemann

## Modelització
- Cada superfície de Riemann parabòlica tancada té el grup fonamental isomòrfic al grup reticle de rang 2, per tant la superfície pot ser construïda com a C/Γ, on Γ és el grup reticle. Els conjunts representatius de les classes d'equivalència s'anomenen dominis fonamentals.

- Per a tota superfície de Riemann hiperbòlica el grup fonamental és isomòrfic a un grup fuchsià, per tant la superfície pot ser construïda com a H/Γ, on Γ és el grup fuchsià i H el semiplà superior.

Els conjunts representatius de les classes d'equivalència s'anomenen conjunts regulars lliures i poden ser modelats en polígons fonamentals mètrics.
- Quan una superfície de Riemann hiperbòlica és compacta, l'àrea total de la superfície és {\displaystyle 4\pi (g-1)}, on g és el gènere; l'àrea és obtinguda aplicant el teorema de Gauss-Bonnet a l'àrea del polígon fonamental.

## Exemples
- Sigui S = C ∪ {∞} i sigui f(z) = z on z pretany a S \ {∞} y g(z) = 1 / z on z pertany a S \ {0} i 1/∞ és 0 per definició. Així definides, f i g són cartes comlpexes compatibles, i { f, g } és un atles per a S, convertint S en una superfície de Riemann compacta anomenada l'esfera de Riemann.

- Sigui G un grup de biholomorfismes d'una superfície de Riemann {\displaystyle X}, que actua de forma lliure i pròpiament discontínua, llavors l'espai quocient {\displaystyle Y} és una superfície de Riemann i la projecció p: {\displaystyle X\to Y} és una aplicació recobridora.

Per exemple, {\displaystyle G} pot ser un grup de translacions del pla complex. Sigui {\displaystyle G} el grup generat per dues translacions independents, per exemple:
{\displaystyle T:z\to z+1,\quad U:z\to z+a}
on a és un nombre complex no real. L'espai quocient serà homeomorf al tor, La topologia no dependrà de l'elecció de a (és sempre un tor), però l'estructura complexa canvia sensiblement en variar a.
- Nombrosos exemples de superfícies de Riemann no compactes s'obtenen aplicant el procediment de l'extensió analítica.

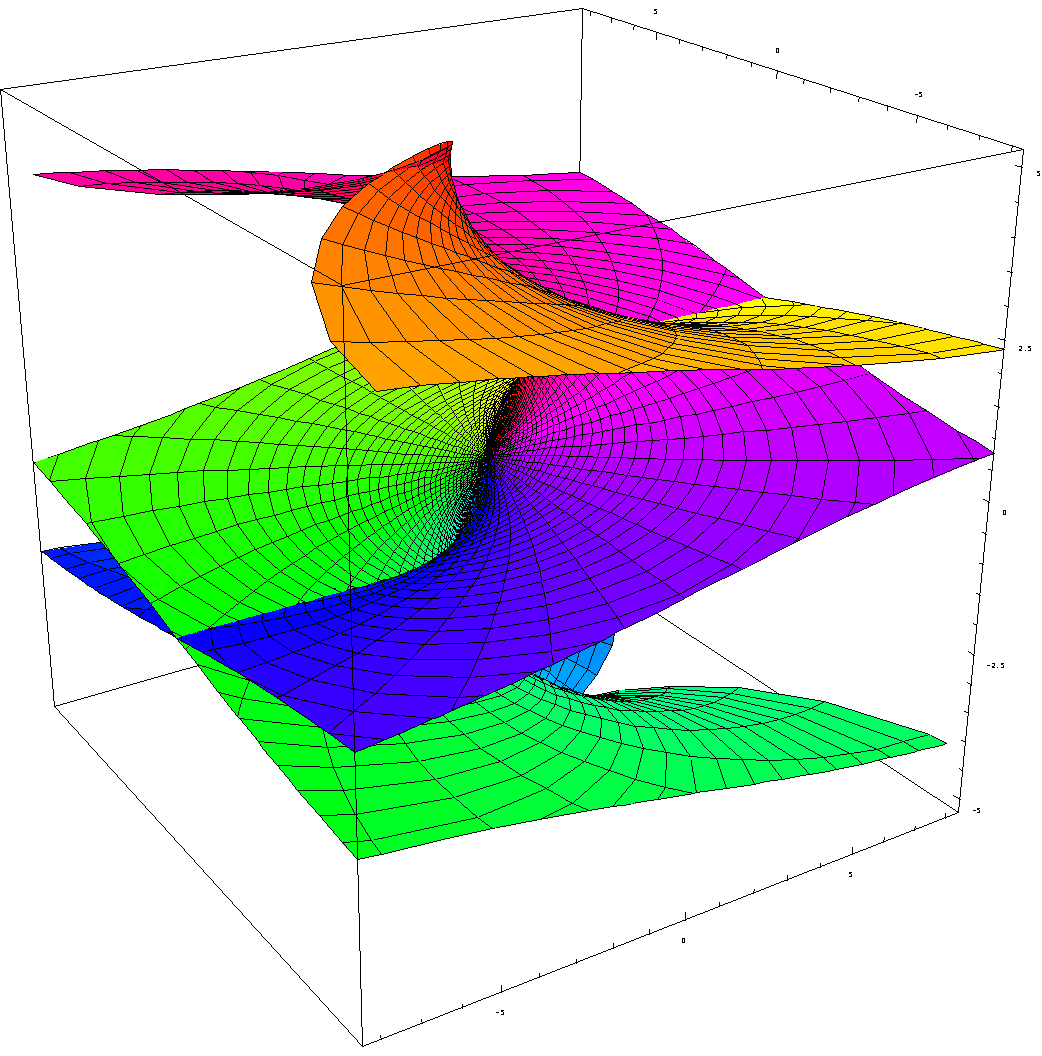
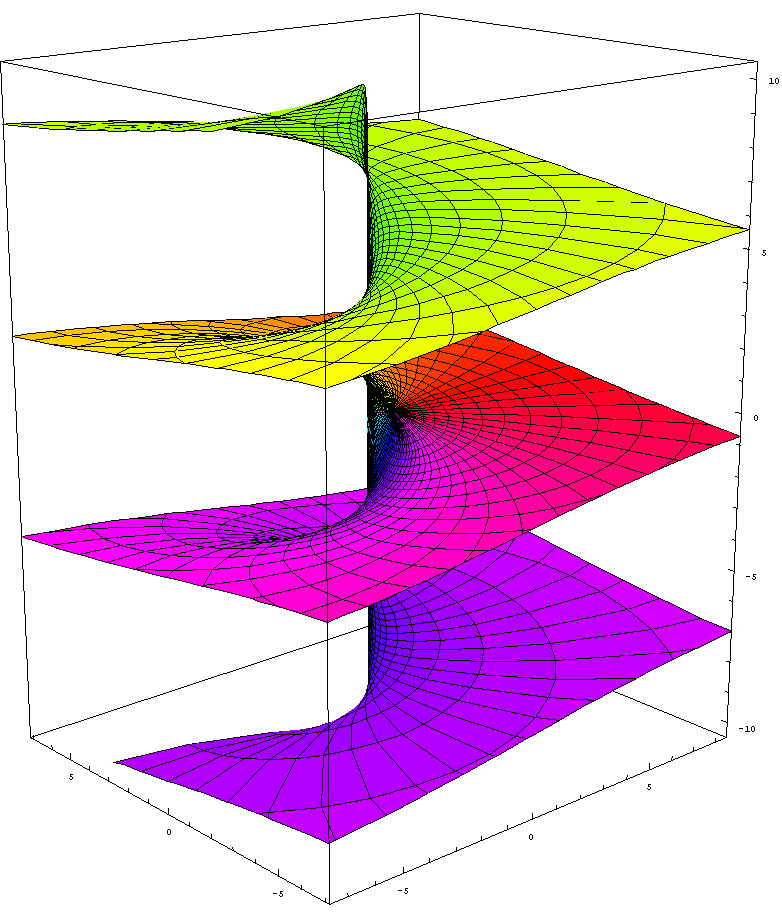
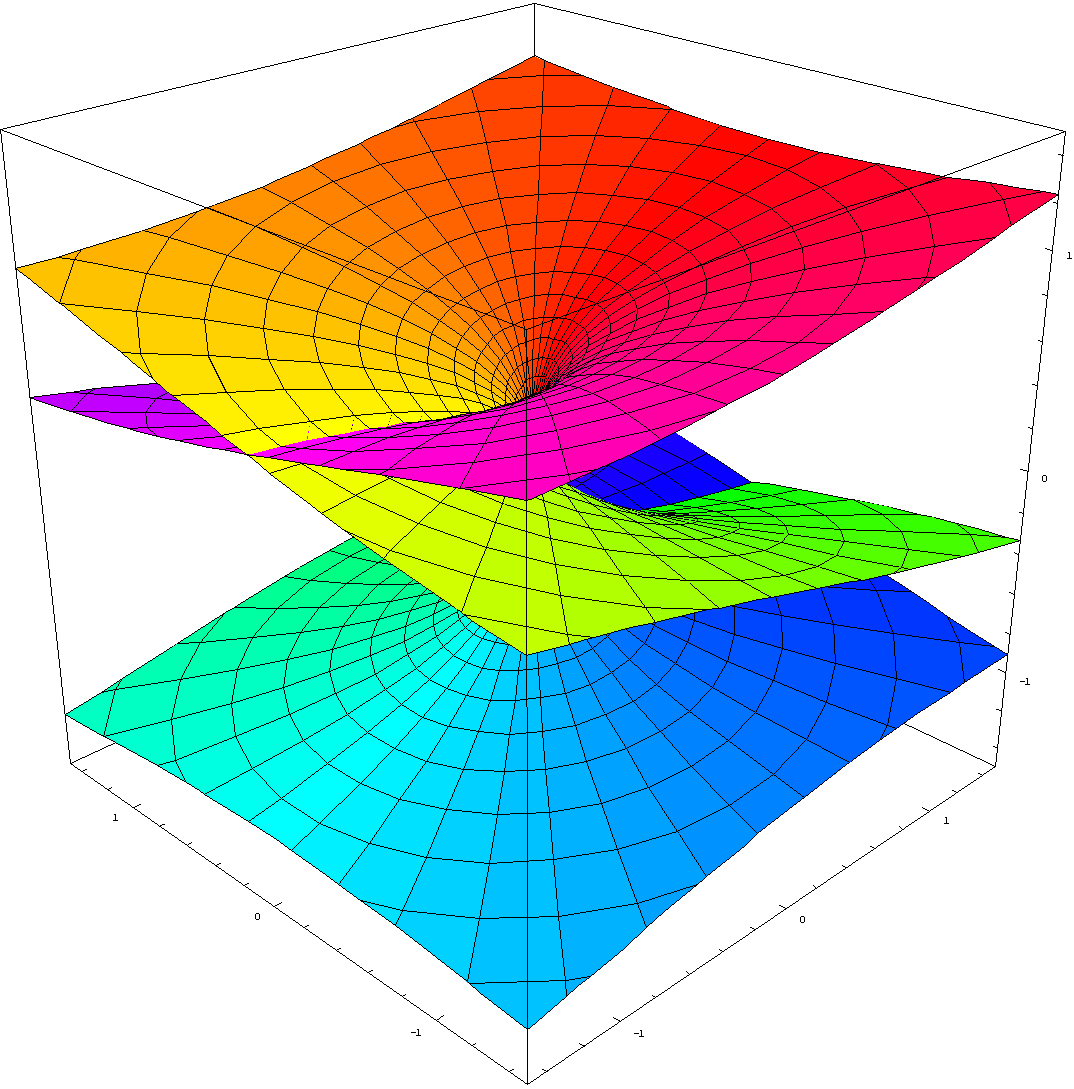
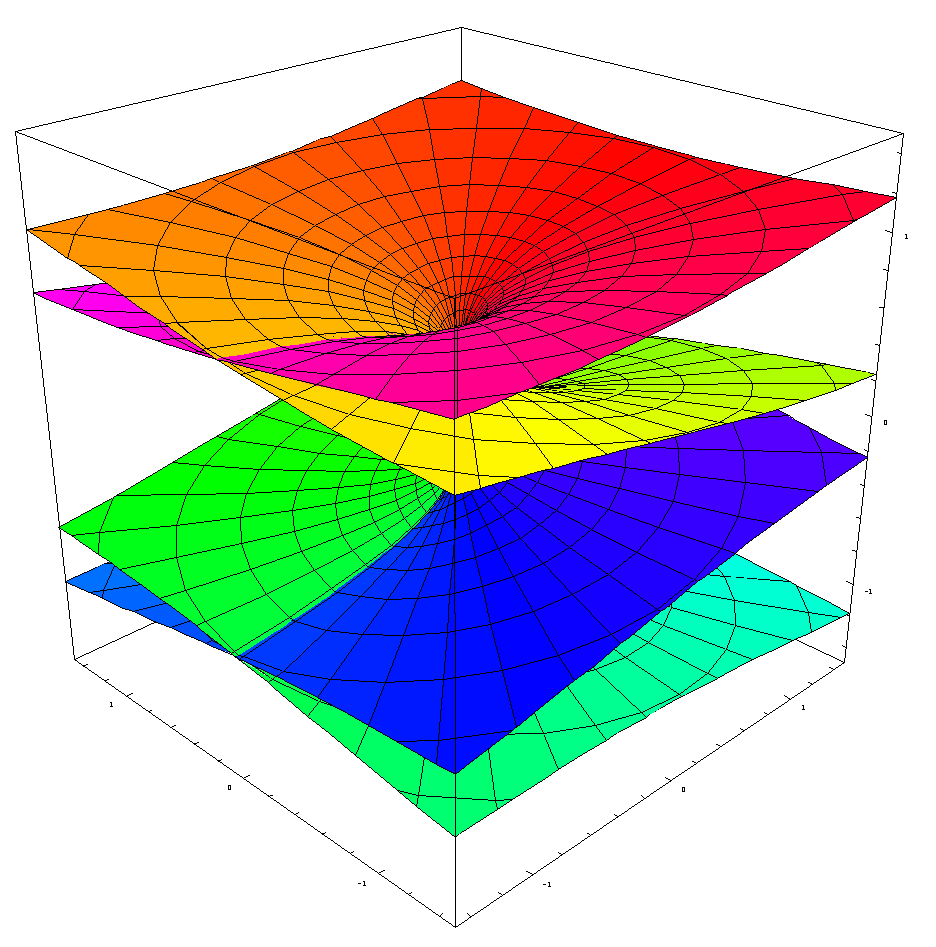

- {\displaystyle f(z)=\arcsin z,\!}
- {\displaystyle f(z)=\log z,\!}
- {\displaystyle f(z)=z^{\frac {1}{3}}}
- {\displaystyle f(z)=z^{\frac {1}{4}}}

## Analítica vs. algebraica
L'existència de funcions meromorfes no constants pot usar-se per demostrar que qualsevol superfície compacta de Riemann és una varietat projectiva, és a dir, pot ser donada per equacions polinòmiques dins d'un espai projectiu. En realitat, es pot demostrar que tota superfície compacta de Riemann pot ser incrustada en el 3-espai projectiu complex. Es tracta d'un teorema sorprenent: les superfícies de Riemann venen donades per gràfics localment pegades. Si s'afegeix una condició global, és a dir la compactesa, la superfície és necessàriament algebraica. Aquesta característica de les superfícies de Riemann permet estudiar-les amb les eines de l'analítica o de la geometria algebraica. L'afirmació corresponent per a objectes de dimensions superiors és falsa, és a dir, existeixen 2-varietats complexes que no són algebraiques. D'altra banda, tota varietat complexa projectiva és necessàriament algebraica.
Com a exemple, consideri's el tor T := C/(Z + τ Z). La funció de Weierstrass {\displaystyle \wp _{\tau }(z)} pertany a la xarxa Z'+ τ Z és una funció meromorfa en T. Aquesta funció i la seva derivada {\displaystyle \wp _{\tau }'(z)} generen el cos de funcions de T.
{\displaystyle [\wp '(z)]^{2}=4[\wp (z)]^{3}-g_{2}\wp (z)-g_{3},}
on els coeficients g2 i g3 depenen de τ, donant així una corba el·líptica Eτ en el sentit de la geometria algebraica. Es consegueix invertir això mitjançant el j-invariant j(E), que pot utilitzar-se per determinar τ i, per tant, un toroide.

## Orientabilitat
Totes les superfícies de Riemann, així com ara les varietats complexes, són orientables com a varietats reals. La raó és que, per a cartes complexes f i g, amb funció de transició h = f(g-1(z)), es pot considerar 
h com una aplicació entre subconjunts de R²: en aquest cas, el determinant Jacobià a un punt z és la multiplicació per a h'(z). De tota manera, el determinant real d'una multiplicació per a un nombre complex α és igual a |α|^2, així doncs és positiu, i l'atles complex és orientat.

### Funcions
Cada superfície de Riemann no compacta admet funcions holomorfes no constants (a valors en {\displaystyle \mathbb {C} }). De fet, cada superfície de Riemann no compacta és una varietat de Stein.
Al contrari, sobre una superfície de Riemann compacta, totes les funcions holomorfes a valors en {\displaystyle \mathbb {C} } són constants gràcies al principi del màxim. Però existeixen funcions meromorfes (és a dir, funcions holomorfes a valors en l'esfera de Riemann) no constants.

## A l'art i la literatura
- Una de les obres de M.C. Escher, Print Gallery, consisteix en una mena de graella o quadrícula que creix cíclicament i que ha estat descrita com una superfície de Riemann.
- A la novel·la d'Aldous Huxley Un món feliç, el tenis a la superfície de Riemann és un joc popular.

## Classificació de les superfícies de Riemann
El conjunt de superfícies de Riemann pot dividir-se en tres tipus: les superfícies hiperbòliques, les parabòliques i les el·líptiques. Aquesta divisió ve donada pel teorema d'uniformització, que garanteix que tota superfície de Riemann simplement connexa és conformement equivalent a una de les següents:
- al pla complex {\displaystyle \mathbb {C} }
- a l'esfera de Riemann {\displaystyle \mathbb {C} \cup \{\infty \}}, també anomenada línia projectiva complexa {\displaystyle P^{1}\mathbb {C} } o
- al disc obert D := {z ∈ C : |z| < 1} o a la superfície equivalent formada pel semipla superior H := {z ∈ C : Im(z) > 0}.

En cas que la superfície X no sigui simplement connexa, es pot afirmar que el seu recobridor univeresal Y és conformement equivalent a un dels tres models anteriors. En tal cas, es podrà obtenir la superfície X com l'espai quocient de Y sota l'acció d'un grup de biholomorfismes del recobridor Y que actuï de forma lliure (és a dir, sense punts fixes) i pròpiament discontínua.
- Quocients de l'esfera (superfícies el·líptiques). Els biholomorfismes de l'esfera són exactament les transformacions de Möbius. Com que una transformació de Moebius sempre deixa un punt fix, no s'obtindrà cap quocient de l'esfera.
- Quocients del pla (superfícies parabòliques). Els biholomorfismes del pla complex que actuen de forma lliure i pròpiament discuntínua són les translacions, en concret els grups de translacions amb un o dos generadors, isomorfs a {\displaystyle \mathbb {Z} } o a {\displaystyle \mathbb {Z} +\mathbb {Z} }. Els quocients respectius són topològicament equivalents a una corona circular o a un tor. En ser les translacions isometries respecte de la mètrica plana del pla, indueixen una mètrica plana en el quocient.
- Quocients del disc (superfícies hiperbòliques)

Un grup de biholomorfismes del disc que actuï de forma lliure i pròpiament discontínua rep el nom de grup fuchsià. Existeixen diversos grups fuchsians, i el seu estudi és una brance important de la geometria moderna.
Com que tot hiholomorfisme del disc resulta ser una isometria de la mètrica hiperbòlica del disc unitat, també coneguda com mètrica de Poincaré, s'indueix una mètrica hiperbòlica en el quocient.

### Classificació segons la teoria de funcions
L'esquema de classificació anterior sol ser utilitzat pels geòmetres. Existeix una classificació diferent per a les superfícies de Riemann que solen utilitzar els analistes complexos. Utilitza una definició diferent per a "parabòlic" i "hiperbòlic". En aquest esquema de classificació alternatiu, una superfície de Riemann es denomina "parabòlica" si no hi ha funcions subharmòniques negatives no constants en la superfície i, en el cas contrari, es denomina "hiperbòlica". Aquesta classe de superfícies hiperbòliques se subdivideix en subclasses segons si els espais de funcions diferents de les funcions subharmòniques negatves estan degenerats, per exemple les superfícies de Riemann en què totes les funcions holomorfes acotades són constants, o en què totes les funcions harmòniques acotades són constants, o en què totes les funcions harmòniques positives són constants, etc.
Per evitar confusions, la classificació basada en mètriques de curvatura constant rep el nom de classificació geomètrica, i la basada en la degeneració dels espais de funcions, classificació de teoria de funcions. Per exemple, la superfície de Riemann que consta de "tots els nombres complexos excepte del 0 i de l'1" és parabòlica en la segona classificació però és hiperbòlica en la primera classificació.